# Голышев, Ефим
Ефим Голышев (20 сентября 1897, Херсон, Российская империя — 25 сентября 1970, Нёйи-сюр-Сен, Франция) — композитор и художник.
Родился в Херсоне в еврейской семье, вскоре после рождения вместе с семьёй переехал в Одессу. В детстве занимался рисованием и игрой на скрипке, его учителем был Леопольд Ауэр. В качестве скрипача Голышев выступал с Одесским городским оркестром. В 1909 году он переехал в Берлин, где поступил в консерваторию Штерна. В годы пребывания в Берлине увлёкся химией.
В конце 1910-х годов Голышев сблизился с берлинскими дадаистами. В эти годы он создал несколько экспериментальных звуковых композиций, участвовал в дадаистких художественных выставках. В 1919 году в соавторстве с Раулем Хаусманом и Рихардом Хюльзенбеком опубликовал листовку «Что такое дадаизм и чего он хочет в Германии», в которой отстаивались принципы «радикального коммунизма».
С 1921 по 1923 год Голышев участвовал в выставках русских художников в Германии. С 1925 года работал инженером-химиком, занимаясь живописью на досуге. На 1933 год была запланирована персональная выставка художника, однако она не состоялась: после прихода Гитлера к власти Голышев был объявлен «дегенеративным» художником, после чего был вынужден бежать из Берлина. Картины и партитуры Голышева, оставленные в Берлине, были конфискованы, после чего бесследно пропали.
Из Берлина Голышев переехал сперва в Португалию, затем — в Барселону, откуда бежал в Париж после бомбардировок 1938 года, вновь потеряв картины и имущество. В 1940 году, после оккупации Франции, был интернирован и отправлен в трудовой лагерь. Его брат и мать, жившие в Германии, погибли в концентрационных лагерях. После войны Голышев продолжил работать инженером во Франции, однако искусством не занимался.
В 1956 году Голышев вновь эмигрировал. Он переехал в Сан-Паулу, где, работая инженером, постепенно возвращался к изобразительному искусству. В годы пребывания в Сан-Паулу он познакомился с директором Музея современного искусства Вальтером Занини, который помог Голышеву восстановить контакты с европейской художественной средой. В 1966 году художник участвовал в парижской и берлинской выставках, посвящённых 50-летию дада. В этом же году он вернулся во Францию, в столице которой провёл свои последние годы.